# Hajnal István Kör
A Hajnal István Kör (HIK) Társadalomtörténeti Egyesület 1989-ben alakult meg, az abban az évben elfogadott egyesületi törvény nyomán. Nevével a Kör Hajnal István történész előtt tiszteleg.

## Története
„Azt, hogy egy társaság mióta létezik, csak látszólag egyszerű eldönteni. A Hajnal István Kör - Társadalomtörténeti Egyesület formálisan csak 1989 márciusában alakult meg. Előzményei azonban akár a hetvenes, akár a nyolcvanas évek elejére visszavezethetők.” A több szálon keresztül alakuló, eleinte csak informális kapcsolatokra építő Hajnal István Kör több kutatóhely, közgyűjtemény, műhely (pl. Központi Statisztikai Hivatal Könyvtár Történeti Statisztikai Kutatócsoportja, illetve az MTA—Marx Károly Közgazdaság-tudományi Egyem Gazdaságtörténeti Tanszéke mellett működő Közép-Kelet-Európa Kutatócsoport) munkatársait fogta össze. A különböző témákkal foglalkozó kutatók közös szemléleti álláspontja volt a határozott kérdésfelvetés, a Kádár-rendszer hivatalos történetírásának és különösen dogmáinak elutasítása, valamint a fővárosi mellett a vidéki kutatók, műhelyek felé nyitás. Mindezt a század első felének egyes történetírói törekvéseire visszautalva társadalomtörténeti megközelítésként nevezték meg. E célkitűzések szellemében kerül sor a Kör éves tudományos konferenciáira és jelennek meg kötetei. „A később Hajnal István Körré alakult társaság 1986-ban tartotta első salgótarjáni konferenciáját. Ezt tekinthetjük az első olyan alkalomnak, amikor a műhely- (folyosói, illetve asztal melletti) beszélgetések világából – országos konferencia szervezésével – a szakmai nyilvánosság elé lépett egy zömmel ifjabb (bár már akkor őszülni kezdő) társadalomtörténész nemzedék.” 
A Kör több társadalomtörténeti kutatócsoport és egyetemi tanszék létrejöttében játszott meghatározó szerepet. Az egyesület életében újabb állomást jelentett, hogy a szakmai utánpótlás igényével, megnyitotta a csatlakozási és részvételi lehetőséget a doktori hallgatók számára is.

## Célkitűzés
A Hajnal István Kör Társadalomtörténeti Egyesület fő célja a társadalomtörténet-írás hazai művelése és népszerűsítése. A 200 fő körül mozgó, jórészt magyarországi tagság főleg egyetemeken oktató, illetve kutatóintézeti történészekből, levéltárosokból, könyvtárosokból, muzeológusokból és a doktori iskolák hallgatóiból áll.  A Hajnal István Kör szellemisége szerint a történetírás látóköre nem korlátozódhat a nemzeti vagy osztálycélú köztörténetre, hanem a kutatott témákat társadalmi, intézményi és kulturális vetületükkel együtt kell vizsgálni. Másrészt, Magyarország története nem önmagában, hanem a regionális és a globális jelenségekkel összefüggésben érthető meg. Harmadrészt pedig, hogy ezt a szemléletmódot a helyi léptékű kutatásokban is érvényesíteni kell. 
A Hajnal István Kör éves konferenciái a tematikus, módszertani nyitottságra törekednek, lehetővé téve a sokoldalú forrásfelhasználást, a különböző kutatási kérdések megvitatását, a találkozást, kapcsolatápolást és kapcsolatépítést. Mindemellett a Kör célja a szakmai szempontoktól eltérő, azokat kétségbe vonó megközelítésekkel szemben a professzionális tevékenység megóvása. A Hajnal István Kör elkötelezett a kutatói professzionalizmus és a tudomány autonómiája mellett. Ebből fakadóan szükség esetén állásfoglalásokat tesz közzé a szakmai közélet védelmében.

## Kiadványok
A Hajnal István Kör éves konferenciáinak előadásai a Rendi társadalom – polgári társadalom című sorozat köteteiként jelennek meg, amely a hazai társadalomtörténet-írás elmúlt évtizedeiről ad képet.
| A Hajnal István Kör kiadványai |
| --- |
| 34. Határ, határhelyzet, határátlépés. A Hajnal István Kör - Társadalomtörténeti Egyesület 2020. évi, pécsi konferenciájának tanulmánykötete. Szerk.: Kiss Zsuzsanna és Szilágyi Zsolt. Eger: Hajnal István Kör Társadalomtörténeti Egyesület - Líceum Kiadó, 2022. 460 p.                                                                          |
| 33. Történelem és erőszak. A Hajnal István Kör - Társadalomtörténeti Egyesület 2019. évi, szegedi konferenciájának tanulmánykötete. Szerk.: Margittai Linda és Tomka Béla. Szeged: Hajnal István Kör - Társadalomtörténeti Egyesület, 2021. 640 p.                                                                                                  |
| 32. Örökség, történelem, társadalom. A Hajnal István Kör - Társadalomtörténeti Egyesület 2018. évi, szentendrei konferenciájának tanulmánykötete. Szerk.: Szívós Erika és Veress Dániel. Budapest: Hajnal István Kör - Társadalomtörténeti Egyesület, 2020. 472 p.                                                                                  |
| 31. Az érzelmek története. A Hajnal István Kör - Társadalomtörténeti Egyesület 2017. évi, gyöngyösi konferenciájának tanulmánykötete. Szerk.: Lukács Anikó és Tóth Árpád. Budapest: Hajnal István Kör, 2019. 569 p. |
| 30. Mozgás és átalakulás. A migráció és a társadalmi mobilitás történeti változásai és összefüggései. A Hajnal István Kör Társadalomtörténeti Egyesület 2016. évi, gödöllői konferenciájának kötete. Szerk.: Halmos Károly, Kovács Janka és Lászlófi Viola. Budapest: Hajnal István Kör - Társadalomtörténeti Egyesület, 2018. 480 p.               |
| 29. Iskola, művelődés, társadalom: az oktatás, nevelés és művelődés társadalomtörténeti látószögei. A Hajnal István Kör - Társadalomtörténeti Egyesület 2015. évi, sárospataki konferenciájának kötete. Szerk.: Sasfi Csaba és Ugrai János. Budapest: Hajnal István Kör, 2017. 564 p.                                                               |
| 28. Vidéki élet és vidéki társadalom. A Hajnal István Kör – Társadalomtörténeti Egyesület 2014. évi, egri konferenciájának kötete. Szerk.: Pap József és Tóth Árpád. Budapest: Hajnal István Kör, 2016. 662 p. |
| 27. A test a társadalomban. A Hajnal István Kör – Társadalomtörténeti Egyesület 2013. évi, sümegi konferenciájának kötete. Szerk.: Gyimesi Emese, Lénárt András és Takács Erzsébet. Budapest: Hajnal István Kör, 2015. 435 p. |
| 26. Piacok a társadalomban és a történelemben. A Hajnal István Kör – Társadalomtörténeti Egyesület 2012. évi, debreceni konferenciájának kötete. Szerk.: Halmos Károly, Kiss Zsuzsanna és Klement Judit. Budapest: Hajnal István Kör, 2014. 546 p.                                                                                                  |
| 25. Felekezeti társadalom – felekezeti műveltség. Győr, 2011. szeptember 1-3. Szerk.: Lukács Anikó. Budapest: Hajnal István Kör – Társadalomtörténeti Egyesület, 2013. 403 p. |
| 24. A város és társadalma. Tanulmányok Bácskai Vera tiszteletére. A Hajnal István Kör – Társadalomtörténeti Egyesület 2010. évi, Kőszegen megrendezett konferenciájának kötete. Szerk.: H. Németh István, Szívós Erika és Tóth Árpád. Budapest: Hajnal István Kör, 2011. 564 p.                                                                     |
| 21. Generációk a történelemben. A Hajnal István Kör – Társadalomtörténeti Egyesület konferenciája. Nyíregyháza, 2007. július 6-7. Szerk.: Gyáni Gábor és Láczay Magdolna. Budapest: Hajnal István Kör, 2011. 564 p. |
| 18. A fogyasztás társadalomtörténete. A Hajnal István Kör – Társadalomtörténeti Egyesület konferenciája. Pápa, 2004. augusztus 27-28. Szerk.: Hudi József. Budapest–Pápa: Hajnal István Kör – Társadalomtörténeti Egyesület, Pápai Református Gyűjtemények, 2007. 326 p.                                                                            |
| 17. Személyes idő - történelmi idő. A Hajnal István Kör – Társadalomtörténeti Egyesület konferenciája. Kőszeg, 2003. augusztus 29-30. Szerk.: Mayer László és Tilcsik György. Szombathely: Vas Megye Levéltára, 2006. |
| 16. Nők és férfiak..., avagy a nemek története. A Hajnal István Kör – Társadalomtörténeti Egyesület konferenciája. Nyíregyháza, 2002. augusztus 30-31. Szerk.: Láczay Magdolna. Nyíregyháza: Nyíregyházi Főiskola Gazdaságtudományi Kar, 2003. 450 p.                                                                                               |
| 14. Ünnep - hétköznap - emlékezet. Társadalom- és kultúrtörténet határmezsgyéjén. A Hajnal István Kör - Társadalomtörténeti Egyesület konferenciája, Szécsény, 2000. augusztus 24-26. Szerk.: Pásztor Cecília. Salgótarján: Nógrád Megyei Levéltár, 2002. 313 p.                                                                                    |
| 12. Mikrotörténelem: vívmányok és korlátok. A Hajnal István Kör – Társadalomtörténeti Egyesület 1999. évi miskolci konferenciájának előadásai. Szerk.: Dobrossy István. Miskolc: Hajnal István Kör, Borsod-Abaúj-Zemplén Megyei Levéltár, 2003. 456 p.                                                                                              |
| 11. Régi témák, mai kérdések a mentalitástörténetben. A Hajnal István Kör -Társadalomtörténeti Egyesület 1998. évi esztergomi konferenciájának előadásai. Szerk.: Sasfi Csaba. Esztergom: Komárom-Esztergom Megyei Levéltár, 2000. 386 p. |
| 10. A társadalomtörténet-írás helyzete hazánkban. Ipar és társadalom a 18-20. században. A Hajnal István Kör – Társadalomtörténeti Egyesület 10., jubileumi konferenciájának előadásai (Salgótarján, 1996. augusztus 22-23.). Szerk.: Sasfi Csaba. Salgótarján: Hajnal István Kör, Nógrád Megyei Levéltár, Budapest Főváros Levéltára, 2003. 384 p. |
| 9. Mágnások, birtokosok, címerlevelesek. Pécsvárad, 1995. szept. 12-13. Szerk.: Ódor Imre, Pálmány Béla és Takács Péter. Debrecen: Hajnal István Kör, KLTE Történelmi Intézete Segédtudományi Tanszéke, 1997. 290 p. |
| 7. Kőfallal, sárpalánkkal... Várostörténeti tanulmányok. A Hajnal István Kör – Társadalomtörténeti Egyesület 1993. évi debreceni konferenciájának előadásai. Szerk.: Németh Zsófia és Sasfi Csaba. Debrecen: Csokonai Kiadó, 1997. 205 p. |
| 6. Írástörténet – szakszerűsödés. A Hajnal István Kör velemi konferenciája, 1992. szeptember 10-12. Szerk.: Sasfi Csaba. Szombathely: Vas Megyei Levéltár, 2001. 159 p. |
| 5. Paraszti kiszolgáltatottság – Paraszti érdekvédelem, önigazgatás. A Hajnal István Kör gyulai konferenciája, 1991. augusztus 29-31. Szerk.: Erdmann Gyula. Gyula: Békés Megyei Levéltár, 1994. 361 p. |
| 4. Mezőváros - kisváros. A Hajnal István Kör keszthelyi konferenciája, 1990. június 23-25. Szerk.: Mikó Zsuzsa. Debrecen: Csokonai Kiadó Kft., 1995. 336 p. |
| 3. Társadalmi konfliktusok. Salgótarján, 1989. június 15-18. Szerk.: Á. Varga László. Salgótarján: Nógrád Megyei Levéltár, 1991. 403 p. |
| 2. Kutatás - módszertan. Gyula, 1987. augusztus 26-28. Szerk.: Erdmann Gyula. Gyula: Békés Megyei Levéltár, 1989. 485 p. |
| 1. Társadalomtörténeti módszerek és forrástípusok. Salgótarján, 1986. szeptember 28-30. Szerk.: Á. Varga László. Salgótarján: Nógrád Megyei Levéltár, 1987. 589 p. |
| Supplementum: Vera (nem csak) a városban. Tanulmányok a 65 éves Bácskai Vera tiszteletére. Szerk.: Á. Varga László. Debrecen: Csokonai Kiadó, 1995. 520 p. |
| Előadások az Eger-völgye településeinek történetéből 1. A Hajnal István Kör történeti konferenciája. Kapolcs, 1996. július 19-20. Szerk.: Hudi József, Kapiller Imre és Ladányi István. Kapolcs, 1996. |

A Századvég Kiadó és a Hajnal István Kör 1991 és 1993 között Metamorphosis Historiae címmel önálló könyvsorozatot is megjelentetett fontos külföldi társadalom- és mentalitástörténeti monográfiák magyar nyelvű kiadása érdekében.
| A "Metamorphosis historiae" sorozat kötetei |
| --- |
| 1. Richard van Dülmen: A rettenet színháza. Ítélkezési gyakorlat és büntetőrituálék a kora újkorban (ford. Bérczes Tibor). Budapest: Századvég, Hajnal István Kör, 1990 |
| 2. Peter Burke: Népi kultúra a kora újkori Európában (ford. Bérczes Tibor). Budapest: Századvég, Hajnal István Kör, 1991                                                |
| 3. Alan Macfarlane: Az angol individualizmus eredete: a család, a tulajdon és a társadalmi átmenet (ford. Melegh Attila). Budapest: Századvég, Hajnal István Kör, 1993  |

## Benda Gyula-díj
A Hajnal István Kör a korábbi alelnökéről, Benda Gyuláról elnevezett díjjal jutalmazza a kimagasló tudományos eredményt elért fiatal kutatókat.  A díjat olyan, 36. évét be nem töltött fiatal kutatónak adják, akinek megvédett doktori disszertációja vagy megjelent monográfiája tükrözi a Benda Gyula nevével fémjelzett, illetve a Hajnal István Kör által képviselt tudományos értéket.
| Év   | A díjazott neve  | A díjazott munka |
| ---- | ---------------- | --- |
| 2016 | Kunt Gergely     | A kultuszteremtés társadalomtörténete. Szocializáció, előítélet, politikai propaganda kamasznaplók tükrében (1938-1956) |
| 2017 | Demmel József    | Pánszlávok a kastélyban. Justh József és szlovák nyelvű magyar nemesség elfeledett története                            |
| 2018 | Szilágyi Adrienn | Az uradalom elvesztése. Nemesi családok a 19. századi Békés megyében                                                    |
| 2019 | Koloh Gábor      | A születésszabályozás mint társadalomtörténeti probléma. Születésszabályozás a Dél-Dunántúlon (1790-1941)               |
| 2020 | Révész Tamás     | "Nem akartak katonát látni?" A magyar állam és hadserege 1918-1919-ben                                                  |
| 2021 | Bodovics Éva     | Az 1878. évi augusztusi miskolci árvíz társadalom- és gazdaságtörténeti vonatkozásai                                    |
| 2021 | Berecz Anita     | Eger polgársága a 19. században                                                                                         |
| 2022 | Huhák Heléna     | Agitátorok. A kommunista mozgósítás a pártállam kiépítésének mindennapjaiban (1948-1953)                                |

## A Kör elnökei
| Év        | Név           |
| --------- | ------------- |
| 1989-1995 | Bácskai Vera  |
| 1995-1997 | Tóth Zoltán   |
| 1997-2004 | Kövér György  |
| 2004-2010 | Gyáni Gábor   |
| 2010-2016 | Valuch Tibor  |
| 2016-2022 | Tomka Béla    |
| 2022-     | Dobszay Tamás |

## A Hajnal István Körről
Kövér György: Milyenek vagyunk? - A "Hajnal István Kör - Társadalomtörténeti Egyesület" tíz év múltán. Századvég 1997. tavaszi (4.).
Gyáni Gábor: Miért és hogyan született meg a Hajnal István Kör. Korall 64. (2016) 181-197.